# Martin Philadelphus Zámrský
Martin Philadelphus Zámrský, též Martin Filadelf Zámrský (asi 1550 – 1592) byl český luterský kazatel a spisovatel.
Působil např. ve Starém Jičíně a v Opavě, kde zemřel.
Jeho životním dílem je Postila evangelická (Postilla evangelitská), jež bývá hodnocena jako nejvýznamnější dílo českého předbělohorského kazatelství. Jedná se o písemný doklad vysoké historické hodnoty, protože Zámrský svým spisem nejen formoval duchovní život nekatolíků rudolfínského období, ale zaznamenal v něm také soudobé životní poměry a zvyky. Její první vydání, uskutečněné na různých místech ve Slezsku, bylo zčásti cenzurou zabaveno; další dvě proto byla vytištěna v zahraničí (Lipsku a Drážďanech).